# Giacomo Reggio
Giacomo Antonio Angelo Giuseppe Maria Reggio, Marchese, Patrizio genovese (Oneglia, 5 luglio 1858 – Genova, 3 ottobre 1950), è stato un ingegnere e politico italiano.

## Biografia
Laureato in ingegneria a Torino, è stato consigliere comunale di Genova, Vicepresidente ligure del Collegio degli ingegneri e dell'Associazione elettrotecnica, delegato municipale del Consorzio autonomo del porto e presidente del Consiglio direttivo della Scuola navale superiore. Due volte deputato, nel 1904 e nel 1913, è stato due sottosegretario al Ministero dei trasporti marittimi e ferroviari. Nominato senatore a vita nel 1920, sostenitore del fascismo, è stato dichiarato decaduto dall'Alta Corte di Giustizia per le Sanzioni contro il Fascismo con sentenza del 31 luglio 1945.